# فگره
شهر فگره (به رومانیایی: Făgăraş) در شهرستان براشوو در کشور رومانی واقع شده‌است. جمعیت این شهر ۳۵٬۷۵۹ نفر  است.

## نگارخانه

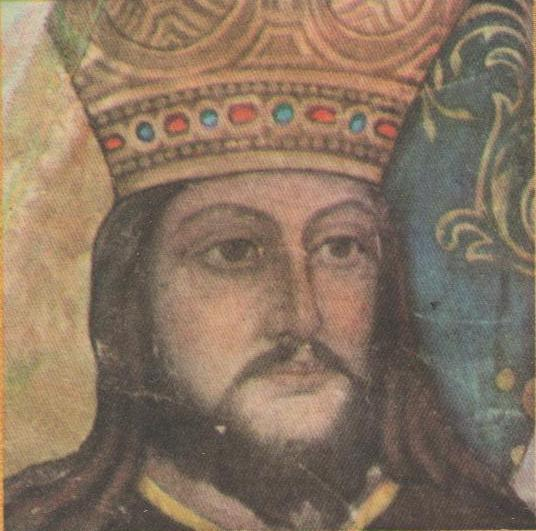
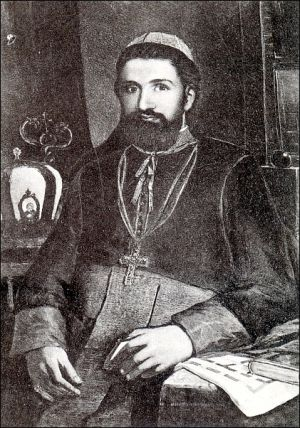
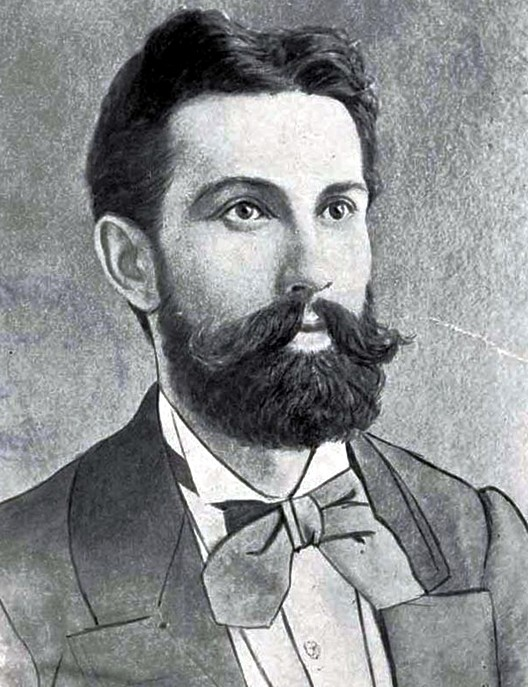
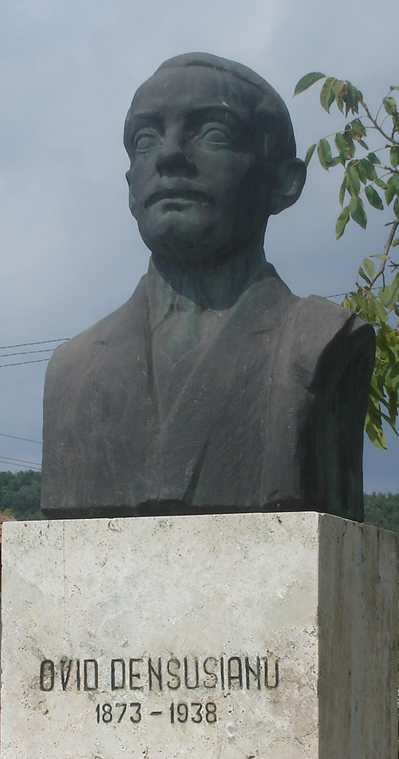